# Gentianella albanica
Gentianella albanica là một loài thực vật có hoa trong họ Long đởm. Loài này được (Jáv.) Holub mô tả khoa học đầu tiên năm 1967.